# 南市场街道
南市场街道，是中华人民共和国辽宁省沈阳市和平区下辖的一个乡镇级行政单位。

## 行政区划
南市场街道下辖以下地区：
群芳社区、鲁园社区、二零二医院社区、云集社区、八卦街社区、领事馆社区、宝环社区、沈电社区、和平新村社区、延安里社区、红塔社区、市府社区和桂林社区。